# Killdeer
La ville de Killdeer est située dans le comté de Dunn, dans l’État du Dakota du Nord, aux États-Unis. Sa population, qui s’élevait à 751 habitants lors du recensement de 2010, est estimée à 1 147 habitants en 2018.

## Démographie
| 1920 | 1930 | 1940 | 1950 | 1960 | 1970 |
| ---- | ---- | ---- | ---- | ---- | ---- |
| 512  | 495  | 650  | 698  | 765  | 615  |

| 1980 | 1990 | 2000 | 2010 | - | - |
| ---- | ---- | ---- | ---- | - | - |
| 790  | 722  | 713  | 751  | - | - |

## Source
- (en) Cet article est partiellement ou en totalité issu de l’article de Wikipédia en anglais intitulé « Killdeer, North Dakota » (voir la liste des auteurs).